# Bag Blixens maske
Bag Blixens maske er en portrætfilm fra 2011 instrueret af Morten Henriksen efter manuskript af Bo Persson.

## Handling
Filmens titel Bag Blixens maske sigter til det forhold, at Karen Blixen offentligt omtalte sig selv som storyteller, men over for en snæver kreds af venner talte hun om sig selv som djævelens veninde. Hvad betød det? Var hendes påstand litterær selviscenesættelse, eller havde det en dybere mening? Det forsøgte den senere litteraturprofessor Aage Henriksen, der tidligt blev venner med Karen Blixen, at komme til bunds i. Ligesom forfatteren Thorkild Bjørnvig blev han trukket dybt ind i Karen Blixens univers og mærkede hendes farlighed. Forsøget på at afdække Karen Blixens hemmeligheder førte Aage Henriksen ud på en sindsoprivende rejse, der bragte ham i forbindelse med en serie af okkulte fænomener. Som en fortrolig på denne rejse havde Aage Henriksen sin 10-årige søn, Morten. I dag er Morten Henriksen instruktør på filmen og ønsker at få svar på alle de spørgsmål, der har hobet sig op i årenes løb, mens hans far stadig er i live.